# 阿部善右衛門
阿部 善右衛門（あべ ぜんえもん、1914年3月20日 - 1999年6月16日）は、日本の電気工学者。

## 経歴
東北大学電気通信研究所助教授、日立製作所中央研究所部長、北海道大学応用電気研究所教授、武蔵工業大学教授等を歴任した。

## 業績
核磁気共鳴画像法(MRI)を含む生体電子工学の分野で数々の先駆的な業績を残した。1973年に磁場焦点法を使った生体内の局所領域の核磁気共鳴(NMR)信号の収集に成功した。

## 著書
- 阿部善右衛門、木下敏雄『計測回路』朝倉書店、1980年。ISBN 9784254225549。
- 阿部善右衛門『現代電子工学通論』オーム社、1984年。ISBN 4274127990。
- 阿部善右衛門、中添 淳、村田 裕『エレクトロニクス-基礎と応用』オーム社、1988年。ISBN 9784274128370。

## 論文
- 田中邦雄、今井正明、阿部善右衛門「NMRによる生体計測（III)-体外からの血流量測定に関する基礎的検討 第10回日本ME学会大会 予稿集」第2-3-6巻、1971年。
- 阿部善右衛門、今井正明、田中邦雄「核磁気共鳴現象による生体計測（第6報）」『電子通信学会 医用電子生体工研資』第72巻第20号、1972年。
- Abe Z; Tanaka K; Hotta M (1974). Biological and clinical effects of low-frequency electric and magnetic fields. Springfield, IL: Charles C. Thomas. pp. 295-315.
- 田中邦雄、佐野文男、阿部善右衛門「核磁気共鳴現象による無侵襲生体計測法の研究」『医用電子と生体工学』第12巻第2号、1974年、81-89頁、doi:10.11239/jsmbe1963.12.81。
- 田中邦雄，清水哲也，佐野文男，阿部善右衛門、「核磁気緩和時間による腫瘍検出法に関する基礎的研究」 『医用電子と生体工学』 1976年 14巻 1号 p.25-32, doi:10.11239/jsmbe1963.14.25
- 阿部善右衛門, 山田芳文、「核磁気共鳴現象によるイメージング」 『医用電子と生体工学』 1979年 17巻 7号 p.530-537, doi:10.11239/jsmbe1963.17.530
- 山本悦治, 山田芳文, 阿部善右衛門. "核磁気共鳴現象による無侵襲生体計測--焦点用磁場発生法に関する理論的および実験的検討." 応用電気研究所報告 29.4 (1977): p213-234, NAID 40000276655.
- 田中邦雄, 山田芳文, 阿部善右衛門. "NMR による無侵襲生体計測の実験的検討 (核磁気共鳴現象による無侵襲生体計測の研究 (総合報告))." 応用電気研究所報告 29.3 (1977): p158-173.
- 阿部善右衛門. "本研究の目的と研究の経緯 (核磁気共鳴現象による無侵襲生体計測の研究 (総合報告))." 応用電気研究所報告 29.3 (1977): p135-141.
- 山田芳文, 田中邦雄, 阿部善右衛門. "核磁気緩和時間のスペクトル的分離法." 電子情報通信学会論文誌 C 61.1 (1978): 9-16.
- 田中邦雄，日下部光俊，山田芳文，阿部善右衛門. "磁場焦点法 NMRによる局所スペクトル測定の基礎的検討."
- 山本悦治, 山田芳文, 阿部善右衛門. "棒状焦点磁界によるスピン密度の NMR イメージング." 電子情報通信学会論文誌 C 61.3 (1978): 135-141.
- 田中邦雄, 山田芳文, 清水哲也, 阿部善右衛門. (1980). "磁場焦点法による NMR イメージング." テレビジョン学会技術報告, 4(28), 85-90.
- 山本悦治, 山田芳文, 阿部善右衛門、「核磁気共鳴現象による生体計測用磁場焦点法の研究」 『計測自動制御学会論文集』 1978年 14巻 2号 p.163-170, doi:10.9746/sicetr1965.14.163
- 阿部善右衛門, 田中邦雄, 堀田正生、「核磁気共鳴現象を応用した体外よりの生体計測の研究」 『計測自動制御学会論文集』 1974年 10巻 3号 p.290-297, doi:10.9746/sicetr1965.10.290

## 特許
- アメリカ合衆国特許第 3,932,805号
- アメリカ合衆国特許第 4,240,439号
- アメリカ合衆国特許第 4,272,724号
- ドイツ特許第A1 DE 2851415 A1号
- ドイツ特許第C2 DE 2851415 C2号
- カナダ特許第A1 CA 1131313 A1号
- カナダ特許第A CA 1131313 A号
- 日本特願48-l3508